# Guaraniaçu (kommun)
Guaraniaçu är en kommun i Brasilien.   Den ligger i delstaten Paraná, i den södra delen av landet, 1 200 km sydväst om huvudstaden Brasília. Antalet invånare är 14 583.
Följande samhällen finns i Guaraniaçu:
- Guaraniaçu

Omgivningarna runt Guaraniaçu är en mosaik av jordbruksmark och naturlig växtlighet. Runt Guaraniaçu är det ganska glesbefolkat, med 21 invånare per kvadratkilometer.